# Vicenç Pou i Marca
Vicenç Pou i Marca (Maià de Montcal, 1792 - Montpeller, 1848) fou un sacerdot català, conegut com a un dels principals pensadors i propagandistes del carlisme primerenc, junt amb Magí Ferrer.
A més de la seva activitat política, Pou també va destacar com a pensador i escriptor, i va deixar obres com El Restaurador Catalán i La España en la presente crisis, on va mostrar la seva capacitat analítica i la seva postura ideològica. També va ser una figura influent per al jove Jaime Balmes, amb qui va mantenir una amistat estreta i sobre qui va tenir una gran influència. Tot i que va morir a l'exili a França, la seva figura ha estat reivindicada per diferents sectors carlins i conservadors.